# Denilson Martins Nascimento
Denilson Martins Nascimento, mais conhecido como Denilson (Salvador, 4 de setembro de 1976) é um ex-futebolista brasileiro que atuava como atacante.

## Carreira
Revelado pelo Camaçari, Denílson nunca atuou profissionalmente no Brasil e deixou o país em 1996 para atuar no futebol europeu no Feyenoord, da Holanda. Denilson ainda teve uma rapida passagem pelo PSG da França e na União de Lamas de Portugal. Em 1999, se mudou para os Emirados Árabes e foi destaque com as camisas de Al-Shabab, Al-Shaab e Al-Nasr. Após uma passagem pelo Atlas do México, em 2005, desembarcou na Coreia do Sul em 2006 para jogar pelo Daejeon Citizen. Há dois anos está no Pohang Steelers.  Com a equipe do Pohang Steelers, conquistou a Liga dos Campeões da AFC 2009, e destacando-se no Mundial Interclubes da FIFA 2009, com 4 gols e em terceiro lugar. Em 2010, a pedido do técnico brasileiro Luiz Felipe Scolari, o jogador foi contratado pela equipe do Bunyodkor, do Uzbequistão.
Acertou com o Mogi Mirim, onde disputará o Paulistão 2011 e para a Série B do Campeonato Brasileiro de 2011 acertou com o Guarani.
Em maio de 2012, acertou com o Portuguesa. Mas não passou nos testes.
No dia 27 de novembro de 2012 foi anunciado como novo reforço do Red Bull Brasil para a temporada 2013.
Após uma passagem brilhante pelo CRB entre 2012 e 2014, Denilson jogou pelo Coruripe na Série D de 2014. Em 2015 atuou pelo Bonsucesso no Campeonato Carioca da Segunda Divisão.

#### CRB
Em 2012 foi emprestado ao CRB como reforço do clube para a Série B, onde o clube lutava contra o rebaixamento. Fez sua estreia num jogo contra o América de Natal no Trapichão, marcando dois gols e fazendo 3 a 1 no placar, mas não evitando que o Galo sofresse o empate deixando de somar dois pontos importantes em casa. Apesar da ótima atuação na estreia Denilson foi reserva na maioria das partidas até o final do campeonato e viu sua equipe sofrer o rebaixamento na última rodada mesmo vencendo o clássico contra o ASA por 4 a 2 fora de casa.
No dia 03 de Fevereiro de 2013, Denílson acertou definitivamente sua volta ao  CRB na qual tinha dado sua palavra que voltaria a vestir a camisa do clube.
Agora como titular da equipe Denilson ganhou mais ritmo de jogo e os gols começaram a aparecer. Ele foi o artilheiro do clube na Copa do Nordeste com 3 gols marcados, o que mesmo assim foi insuficiente para evitar a eliminação do clube ainda na primeira fase.
No Campeonato Alagoano "Denishow" viveria grande fase e ajudaria o CRB a conquistar o título marcado gols importantes. Ele foi artilheiro do clube na competição com 8 gols marcados.
Denilson também balançou as redes pela Copa do Brasil nos dois jogos contra o FAST da Amazônia na primeira fase da competição. Na segunda fase o clube passou em branco e foi eliminado pelo Botafogo pelo placar agregado de 3x0.
O Clube de Regatas Brasil passou sufoco na Série C escapando do rebaixamento apenas na última rodada da competição com gol decisivo de Denilson contra o Baraúnas. Denilson fez, ao todo, 7 gols na Série C, sendo novamente artilheiro do clube regatiano.
Artilheiro do CRB em todas as competições em 2013, o atacante encerou a temporada como artilheiro do clube com 20 gols marcados.
No primeiro semestre de 2014 continuou defendendo o clube, marcando gols e sendo ídolo da torcida. Após a perda do título estadual para o Coruripe Denilson e outros jogadores do elenco deixaram o clube. Em toda sua passagem pelo clube, Denilson marcou 29 gols em 54 partidas dosputadas.

## Títulos
Pohang Steelers
- Korean FA Cup: 2008
- K-League Cup: 2009
- Liga dos Campeões da AFC: 2009

CRB
- Campeonato Alagoano: 2013

Ludogorets
- Campeonato Búlgaro: 2016

## Artilharias
- Copa do Mundo de Clubes da FIFA - 2009: 4 gols
- Foi o artilheiro do CRB em 2013 com 20 gols